# Coupe du Zimbabwe de football
La Coupe du Zimbabwe de football a été créée en 1962. 

## Histoire
Créée en 1962 sous le nom de Coupe de Rhodésie du Sud, elle fut connue entre 1965 et 1980 comme Coupe de Rhodésie. À la suite de divers changements de sponsors, elle changea de nom à plusieurs reprises.
En 2001 elle devint la Coupe ZIFA Unity jusqu'en 2006, date à laquelle elle prit le nom de Coupe CBZ. Ce nom fut modifié en Coupe CBZ FA en 2007.
La coupe ne fut pas jouée en 2009 et 2010.
Une nouvelle compétition, la Coupe Mbada Diamonds, a été lancée en 2011, avec la participation des 18 équipes de la première ligue de football du Zimbabwe, le vainqueur étant qualifié pour la Coupe de la confédération africaine.

## Palmarès
- 1962 : Bulawayo Rovers 1-0 Salisbury City
- 1963 : Salisbury Callies 4-0 Salisbury United
- 1964 : Non disputée
- 1965 : Salisbury City Wanderers bat Saint Paul
- 1966 : Mangula (Mangula)
- 1967 : Salisbury Callies
- 1968 : Arcadia United (Salisbury) 4-1 Dynamos FC (Harare)
- 1969 : Arcadia United (Salisbury)
- 1970 : Wankie FC 6-2 Salisbury Callies
- 1971 : Chibuku (Salisbury)
- 1972 : Mangula (Mangula)
- 1973 : Wankie FC
- 1974 : Chibuku (Salisbury)
- 1975 : Salisbury Callies
- 1976 : Dynamos FC (Harare)
- 1977 : Zimbabwe Saints (Bulawayo)
- 1978 : Zisco Steel (Redcliffe)
- 1979 : Zimbabwe Saints (Bulawayo)
- 1980 : CAPS United (Salisbury)
- 1981 : CAPS United (Salisbury)
- 1982 : CAPS United (Salisbury)
- 1983 : CAPS United (Harare)
- 1984 : Black Rhinos FC (Mutare) 4-1 Gweru United
- 1985 : Dynamos FC (Harare)
- 1986 : Dynamos FC (Harare)
- 1987 : Zimbabwe Saints (Bulawayo)
- 1988 : Dynamos FC (Harare)
- 1989 : Dynamos FC (Harare)
- 1990 : Highlanders FC (Bulawayo)
- 1991 : Wankie FC 3-1 Cranbonne Bullets
- 1992 : CAPS United (Harare)
- 1993 : Tanganda (Mutare)
- 1994 : Blackpool FC Harare
- 1995 : Chapungu United
- 1996 : Dynamos FC (Harare)
- 1997 : CAPS United (Harare) 3-2 Dynamos FC (Harare)
- 1998 : CAPS United (Harare)
- 1999 : finale entre AmaZulu FC et Wankie FC, résultat inconnu
- 2000 : Non disputée
- 2001 : Highlanders FC (Bulawayo) 4-1 Shabanie Mine
- 2002 : Masvingo United 2-2 (4 t.a.b. à 3) Railstars (Bulawayo)
- 2003 : Dynamos FC (Harare) 2-0 Highlanders FC (Bulawayo)
- 2004 : CAPS United (Harare) 1-0 Wankie FC
- 2005 : Masvingo United 1-1 (3 t.a.b. à 1) Highlanders FC (Bulawayo)
- 2006 : Mwana Africa FC 1-0 Chapungu United (Gweru)
- 2007 : Dynamos FC (Harare) 2-1 Highlanders FC
- 2008 : CAPS United (Harare) 3-0 Eastern Lions (Mutare)
- 2009 : Non disputée
- 2010 : Non disputée
- 2011 : Dynamos FC 2-1 Motor Action FC
- 2012 : Dynamos FC 2-0 Monomotapa United FC
- 2013 : Highlanders FC 3-0 How Mine FC
- 2014 : Football Club Platinum 1-1 (3 t.a.b à 1) Harare City FC
- 2015 : Harare City FC 2-1 Dynamos FC
- 2016 : Ngezi Platinum 3-1 Football Club Platinum
- 2017 : Harare City FC 3-1 How Mine FC
- 2018 : Triangle United FC 2-0 Harare City FC
- 2019 : Highlanders FC 1-0 Ngezi Platinum
- 2020 : non disputé
- 2021 : FC Platinum 0-0 (tab 5-3) Ngezi Platinum
- 2022 : Bulawayo Chiefs 1-0 Herentals FC
- 2023 : Dynamos FC 2-0 Ngezi Platinum
- 2024 : Dynamos FC 1-1 (tab 4-2) Ngezi Platinum